# Виле (Анкона)
Виле (итал. Ville) насеље је у Италији у округу Анкона, региону Марке.
Према процени из 2011. у насељу је живело 22 становника. Насеље се налази на надморској висини од 180 м.